# Pawieł Kirylczyk
Pawieł Wasiljewicz Kirylczyk (biał. Павел Васiльевiч Кірыльчык, Pavel Vasiljevič Kirylčyk; ros. Павел Васильевич Кирильчик, Pawieł Wasiljewicz Kirilczik; ur. 4 stycznia 1981 w Mińsku, Białoruska SRR) – białoruski piłkarz, grający na pozycji pomocnika, a wcześniej obrońcy, reprezentant Białorusi.

## Kariera piłkarska

### Kariera klubowa
Jest wychowankiem SDJuSzOR-5 w Mińsku. W 1999 rozpoczął karierę piłkarską w klubie Tarpeda-MAZ Mińsk. W 2003 wyjechał najpierw do Rosji, gdzie bronił barw Nieftiechimika Niżniekamsk, a potem na Ukrainę, gdzie został piłkarzem Krywbasa Krzywy Róg. W 2006 przeszedł do Czornomorca Odessa. W sezonie 2007/2008 występował w Karpatach Lwów. Latem 2008 przeniósł się do Illicziwca Mariupol. W czerwcu 2010 przeszedł do FK Mińsk, zaś pół roku później został graczem Kajrat Ałmaty. W Kazachstanie spędził ledwie rok i na początku 2012 roku trafił do klubu FK Homel

### Kariera reprezentacyjna
W 2005 zadebiutował w reprezentacji Białorusi. Ogółem wystąpił w niej 4 razy.

## Sukcesy i odznaczenia

### Sukcesy klubowe
- brązowy medalista Mistrzostw Ukrainy: 2005/2006